# Гаркавий Ілля Іванович
Гаркавий Ілля Іванович (19 (31) липня 1888 , Мусієнкове, Чернеччинська волость, Новомосковський повіт, Катеринославська губернія, Російська імперія  — 1 липня 1937 , Розстрільний полігон «Комунарка» ) — радянський військовик, комкор (1935), член ВУЦВК, жертва сталінського Великого терору — розстріляний у 1937 році.

## Біографія
Народився в українській селянській родині.
Навчався у Новомосковській учительській семінарії. Під час революційних подій 1905—1906 років організовував виступи слухачів семінарії. 1906 року кілька місяців переховувався по селах від влади. Потім працював учителем.
1916 року закінчив Одеське військове училище. Під час Першої світової війни — поручник.
1917 — член полкового комітету, голова Кишинівської ради солдатських депутатів, один з організаторів Червоної гвардії у Тирасполі.
Від січня 1918 — в Червоній армії, комендант району Окремої армії Одеського військового округу.
В лютому 1918 вступив до РСДРП(б) (від березня — РКП(б)). Помічник військового керівника Воронезького губернського військового комісаріату.
У квітні-травні 1919 — в. о. начальника штабу 9-ї армії.
У липні-серпні 1919 — начальник штабу 45-ї стрілецької дивізії, під час Південного походу частин Дванадцятої армії — в. о. начальника 45-ї дивізії (серпень-жовтень 1919), від жовтня 1919 до квітня 1921 — начальник штабу цієї дивізії.
Брав участь у боях проти військ Директорії, Денікінців, а також у Польсько-радянській війні
Член Всеросійського ЦВК і ЦВК СРСР.
Після громадянської війни на керівних військових посадах: з квітня 1921 року був начальником штабу командувача військ України і Криму, з червня 1921 року — начальник штабу 3-ї Казанської стрілецької дивізії. З березня 1922 року — помічник командувача військ Київського військового округу, начальник гарнізону Києва. З травня 1922 року — командир 45-ї стрілецької дивізією. 1923 року закінчив військово-академічні курси удосконалення. З липня 1924 по грудень 1927 року командував 8-м стрілецьким корпусом Українського військового округу. 
З 1928 по 1930 рік — начальник командного управління Головного управління РСЧА. З травня 1930 по липень 1931 командував 14-м стрілецьким корпусом. У липні 1931—1935 роках — помічник, пізніше заступник командувача Ленінградського військового округу. У 1932 році очолював делегацію РСЧА на маневрах Рейхсверу.
Від 1935 року командувач військами Уральського військового округу і член Військової ради при наркомі оборони СРСР.
Заарештований 11 березня 1937, смертний вирок винесено 1 липня 1937. Того ж дня страчений.
Реабілітований 12 грудня 1956 року.
Мав дружину Емілію Лазарівну (ур. Ортенберг, 1895-1944/45), ув'язнену як дружина ворога народу. За спогадами племінника Петра Якіра, Емілію Гаркаву кинуто на Біломорсько-Балтійський канал, а з початком війни - відправлено з великим жіночим етапом на станцію Долинка, в Карагандинські табори, де вона й померла 1945 року, за місяць до звільнення.
Подружжя Гаркавих мало двох дітей. Молодший син Володимир (1926-1945) перебував до війни в дитячому будинку. Загинув 23 березня 1945 року на фронті. Про старшу дитину нічого невідомо.

## Нагороди
- орден Червоного Прапора (1928).